# Miagrammopes fasciatus
Miagrammopes fasciatus es una especie de araña araneomorfa del género Miagrammopes, familia Uloboridae. Fue descrita científicamente por Rainbow en 1916.
Habita en Australia (Queensland).